# Ixorida sabatieri
Ixorida sabatieri är en skalbaggsart som beskrevs av Franz Antoine 1994. Ixorida sabatieri ingår i släktet Ixorida och familjen Cetoniidae. Inga underarter finns listade i Catalogue of Life.